# Стрелац (Шмарєшкі Топлиці)
Стрелац (словен. Strelac) — поселення в общині Шмарєшкі Топлиці, регіон Південно-Східна Словенія, Словенія.